# فرانسوا موزن

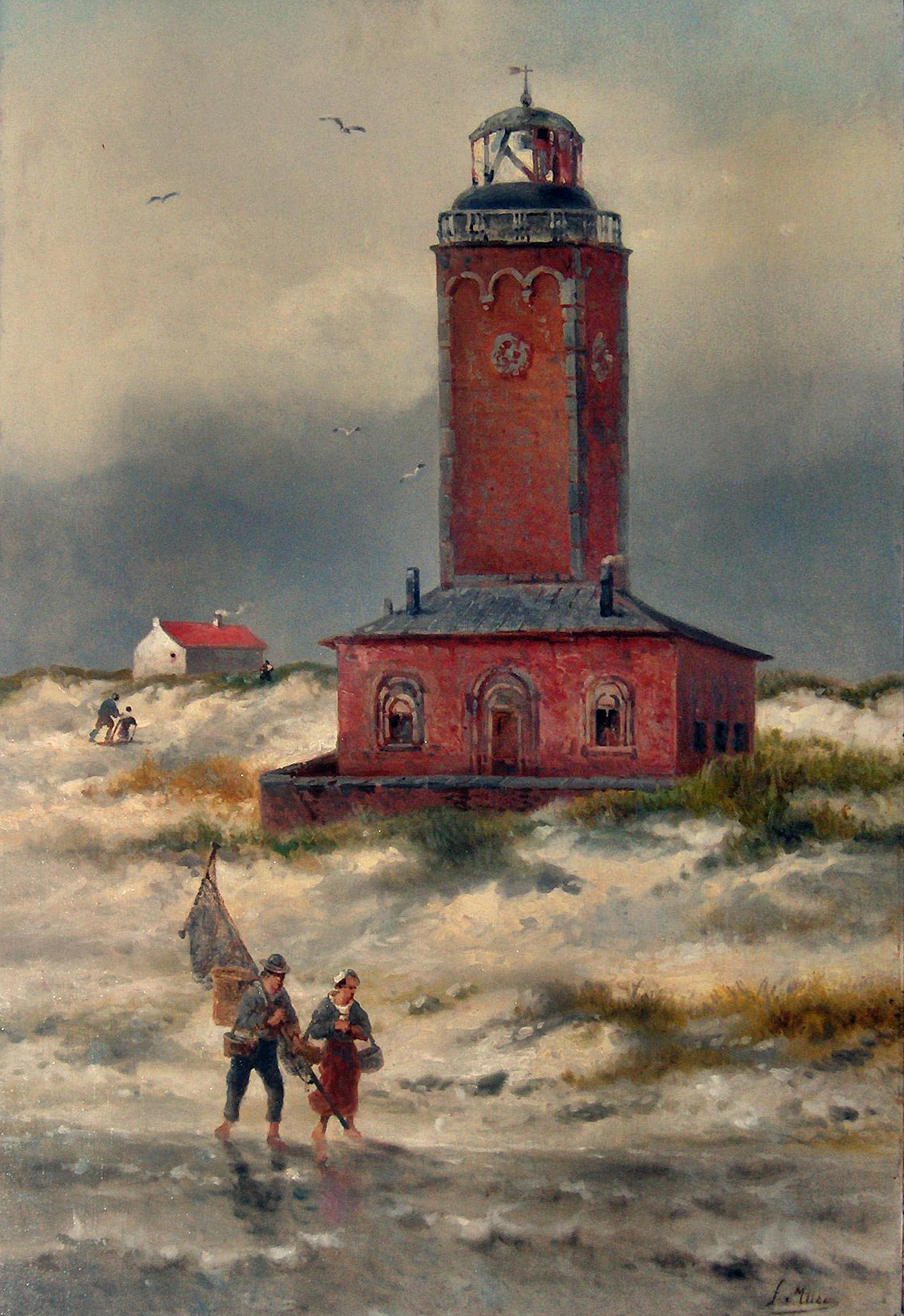
فانوس دریایی قدیمی با ماهیگیران میگو

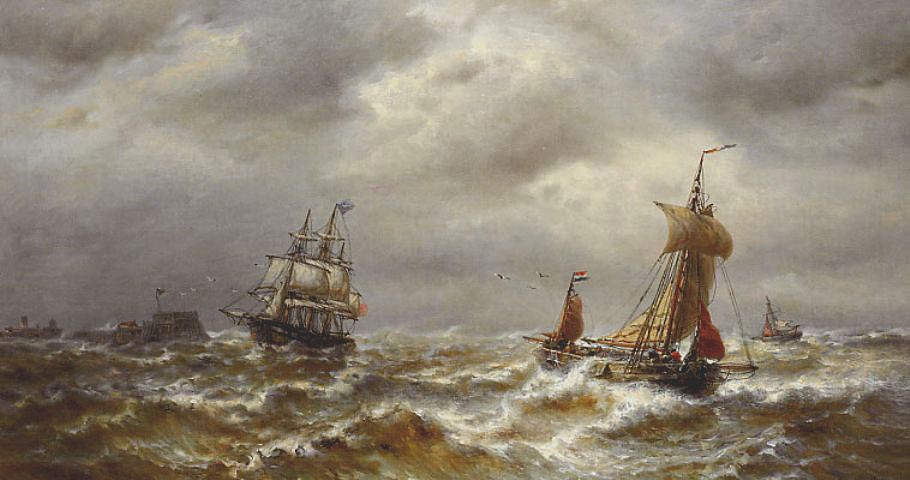
ماهیگیران در هوای طوفانی

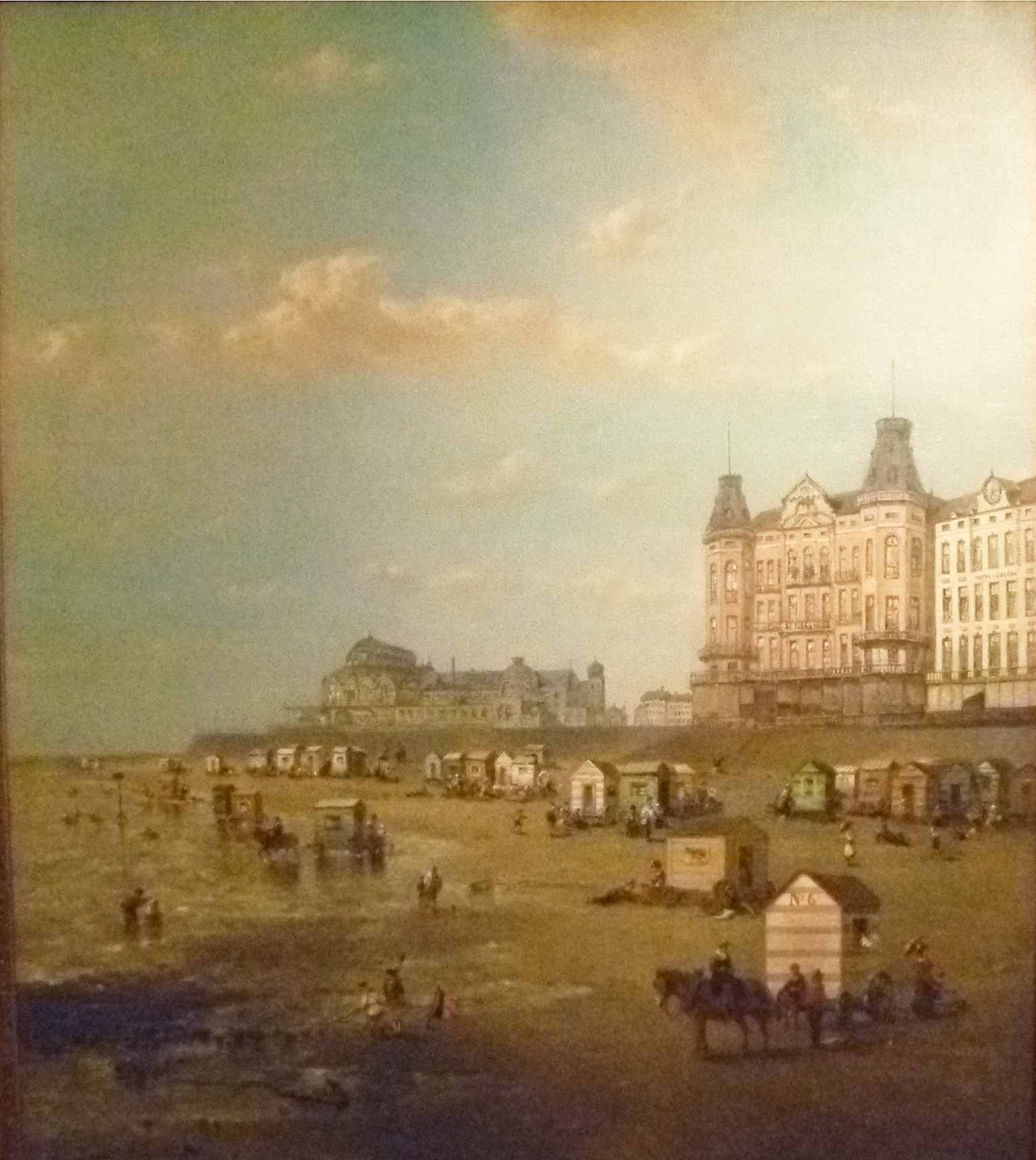
ساحل غربی و کازینو در اوستند

فرانسوا موزن (به فرانسوی: François Musin)؛ (۴ اکتبر ۱۸۲۰ – ۲۴ اکتبر ۱۸۸۸) یک نقاش اهل بلژیک بود که درکشیدن مناظر دریایی تخصص داشت.
آثاری از او در موزه هنرهای زیبای تهران در معرض نمایش عمومی است.